# Erich Hertzsch
Erich Hertzsch (* 31. März 1902 in Unterbodnitz; † 28. Oktober 1995 in Hamburg) war ein deutscher Theologe und Hochschullehrer.

## Leben
Hertzsch legte sein Abitur in Rudolstadt ab, studierte Theologie und Rechtswissenschaften in Tübingen und Jena. Nach dem 1. Theologischen Examen wurde er ein Werkstudent im Ruhrgebiet, wo er erste Kontakte zur sozialistischen Arbeiterbewegung fand. Anschließend versorgte er als Vikar und Pfarrer verschiedene Thüringer Pfarrämter. Im Jahre 1932 trat er der SPD und dem Bund der religiösen Sozialisten bei und promovierte im gleichen Jahr über den Reformator Andreas Bodenstein von Karlstadt. Hertzsch folgte dem ihm nahestehenden Emil Fuchs auf eine Pfarrstelle in Eisenach. Er führte die Fraktion der Religiösen Sozialisten im Thüringer Landeskirchentag an, bis er 1933 von den inzwischen in der Thüringer Kirche herrschenden Deutschen Christen mit seiner ganzen Fraktion zum Rücktritt gezwungen wurde. In der Zeit des Nationalsozialismus setzte er sich für verfolgte Juden ein, wie den späteren anglikanischen Priester Paul Oestreicher. 
Im Jahre 1945 bewirkte er zusammen mit Moritz Mitzenheim von der Lutherischen Bekenntnisgemeinschaft und dem Pfarrer Gerhard Kühn vom Wittenberger Bund den Rücktritt des DC-Kirchenpräsidenten Hugo Rönck. 1945 trat er der wieder zugelassenen SPD bei und war seit 1946 durch die Zwangsvereinigung von SPD und KPD Mitglied der SED, die er jedoch nach inhaltlichen Differenzen 1950 verließ. Für die SED wurde er 1946 als Abgeordneter in den Thüringer Landtag gewählt. Als Oberkirchenrat setzte er sich von 1945 bis 1947 für eine moderate Entnazifizierung der Thüringer Kirche ein. Seit 1947 war er Professor für Praktische Theologie an der Universität Jena (seit 1948 mit Lehrstuhl). Zeitweilig arbeitete Hertzsch im Friedensrat der DDR mit. Er gehörte 1958 zu den Mitbegründern der Christlichen Friedenskonferenz in Prag.
Sein Sohn Klaus-Peter Hertzsch wurde 1968 ebenfalls Professor für Praktische Theologie an der Universität Jena.

## Leistungen
In zahlreichen Aufsätzen zur Liturgiewissenschaft, Homiletik, Seelsorge und zur kulturellen Dimension der Kirche, ebenso wie zu ihrer politischen Verantwortung legte er seine Gedanken vor. Als Oberkirchenrat war er 1946/47 maßgeblich am Aufbau einer spezifischen Religionspädagogik beteiligt, die in alleiniger Verantwortung der Kirche unter der Bezeichnung „Christenlehre“ etabliert wurde. Dabei entstand das neue Berufsbild des „Kantorkatecheten“, das auf seine Anregung zurückgeht. Als erster theologischer Hochschullehrer in der DDR führte er die damals hier unbekannte pastoralpsychologische Pfarrerausbildung einer „Seel-Sorge“ ein, die amerikanisch-schwedischen Ursprungs ist und eine wesentlich partnerzentrierte Einzelberatung darstellt. In Anlehnung daran lehrte er noch bis ins hohe Alter eine tiefenpsychologisch fundierte Theorie und Praxis biblischer Meditation in speziellen Kursen und Seminaren in der DDR wie auch in der Bundesrepublik Deutschland.

## Ehrungen
Die Theologische Fakultät der Leipziger Karl-Marx-Universität verlieh ihm die Würde eines Ehrendoktors der Theologie. 1957 wurde ihm der Vaterländische Verdienstorden in Bronze und 1962 in Silber verliehen.

## Werke
- Karlstadt und seine Bedeutung für das Luthertum. Gotha 1932 (Theologische Dissertation Universität Jena vom 1. April 1932).
- Die Wirklichkeit der Kirche. Kompendium der Praktischen Theologie. Band I. Halle 1956.
- Evangelisches Brevier. Berlin 1959.